# Música da Cornualha

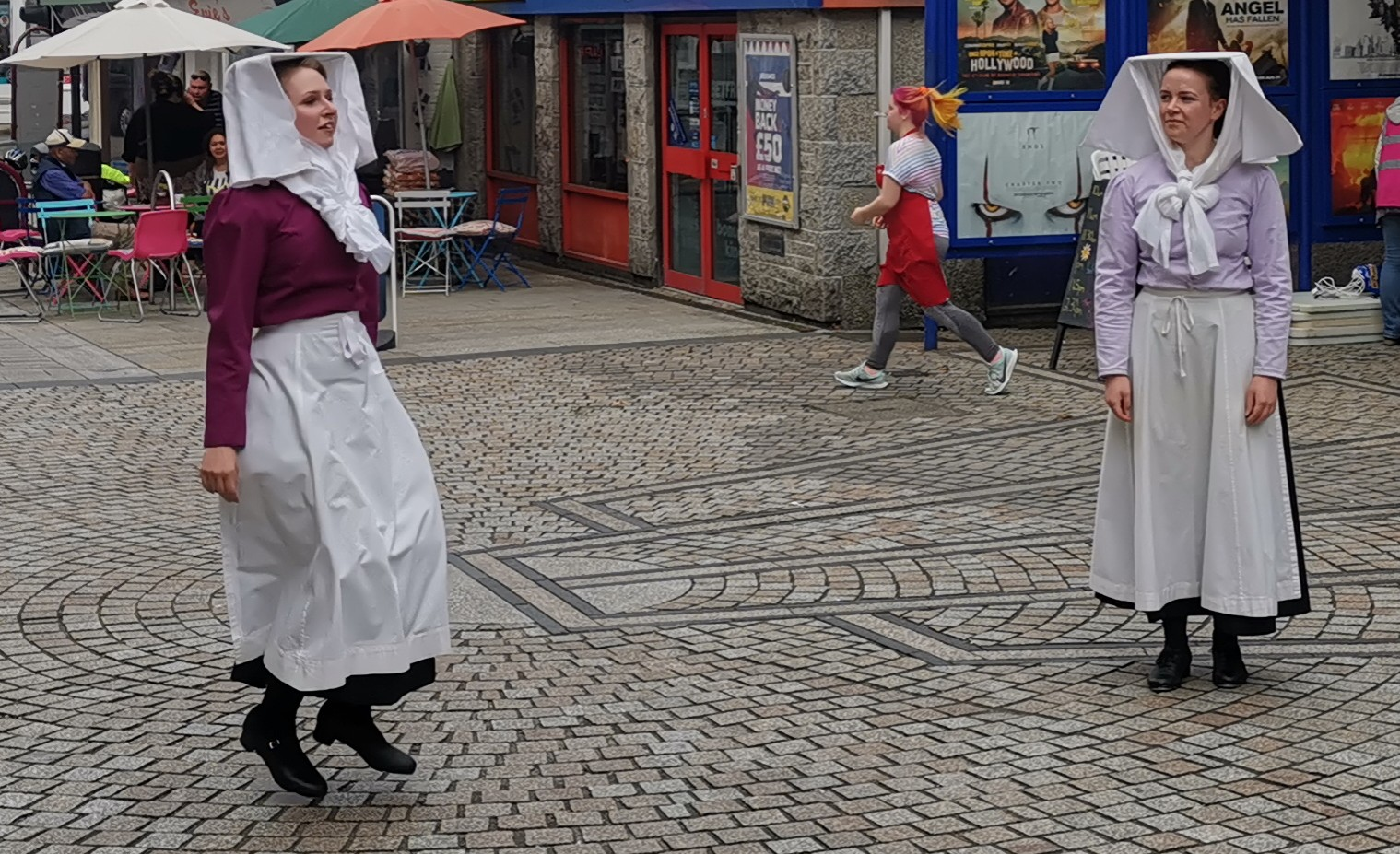
Dançarinos da Cornualha.

Cornualha é uma nação celta com uma longa história musical. Fortalecida por uma série de revivals do século XX, a música folclórica tradicional tem um público popular. Ela é acompanhada por tradições de gaiteiros, bandas de metais e prata, coros de vozes masculinas, música clássica, eletrônica e popular.

## História
Na Cornualha medieval, há registros de apresentações de 'Miracle Plays' na língua córnica, com considerável envolvimento musical. Além disso (como frequentemente mencionado nos relatos do distrito de Launceston), menestréis eram contratados para tocar nas celebrações do dia dos santos. As famílias mais ricas (incluindo Arundell, Bodrugan, Bottreaux, Grenville e Edgcumbe) mantinham seus próprios menestréis, e muitas outras empregavam menestréis de forma casual. Havia tradições vigorosas de dança Morris, mumming, dança de disfarce e dança social.
Durante os Doze Dias de Natal, entre 1466-67, as contas domésticas dos Arundells de Lanherne, Mawgan-in-Pydar, registam despesas para comprar gorros brancos para menestréis, tecidos e sinos para dançarinos Morris, bem como materiais para fantasias para os "disgysing" (máscaras ou dançarinos disfarçados ), uma atividade que envolvia música e dança.
Seguiu-se então um longo período de contenda que incluiu a Rebelião da Cornualha de 1497, a Rebelião do Livro de Oração de 1549, a Perseguição dos Recusantes, as Leis dos Pobres e a Guerra Civil Inglesa e a Comunidade Britânica (1642–1660). As consequências desses eventos prejudicaram muitos nobres que antes empregavam seus próprios menestréis ou patrocinavam artistas itinerantes. No mesmo período, na música erudita, o uso de modos foi amplamente suplantado pelo uso de tons maiores e menores. No geral, foi uma revolução cultural prolongada e é improvável que não tenha havido baixas musicais.